# A.J. Cook
Andrea Joy Cook, mer känd som A.J. Cook, född 22 juli 1978 i Oshawa, Ontario, Kanada, är en kanadensisk skådespelare. Hon är mest känd för rollerna Lindsay Walker i TV-serien Tru Calling, Kimberly Corman i Final Destination 2 och Jennifer "JJ" Jareau i TV-serien Criminal Minds.

## Skådespelarkarriär
A.J. Cook började med skådespeleri vid 17 års ålder efter att hon några år tidigare hade sett Dirty Dancing, som hon hade blivit inspirerad av. Innan dess hade hon sysslat med dans. Hennes första roll i en känd film var i filmen The Virgin Suicides, men hennes första huvudroll fick hon inte förrän år 2001 i filmen Ripper: Letter From Hell som Molly Keller. Hennes genombrottsroll var Lindsay Walker i TV-serien Tru Calling och efter att hon slutade på serien år 2004 har hon gjort fyra nya filmer och börjat på den nya TV-serien Criminal Minds. Under 2010 annonserades det dock att hennes karaktär i Criminal Minds, Jennifer "J.J" Jareau, inte längre ska medverka i framtida säsonger. Hennes avtal förnyades inte efter den femte säsongen, vilket upprörde tusentals fans. Därför beslutade CBS att hon skulle få två avsnitt för att "runda av och få ett avslut" med sin karaktär. Cook återvände dock i Paget Brewsters (Emily Prentiss) sista avsnitt (säsong 6, avsnitt 18) för att hjälpa teamet.
I mitten av april 2011 ryktades det om att AJ Cook skulle återvända till Criminal Minds. Detta bekräftades sedan av flera medier och AJ Cook själv, (via twitter). CBS säger att de har fått nya idéer för karaktären Jennifer "JJ" Jareau. Hon har skrivit på ett kontrakt för två år. I samband med att detta meddelade även Ed Bernero (en av producenterna) att han slutar, och lämnar över till kollegan Erica Messer.  

## Filmografi i urval
- 2006 - Island Heat: Vanished - (TV)
- 2006 - Night Skies
- 2006 - I'm Reed Fish
- 2005-nutid - Criminal Minds - (TV-Serie) (regular)
- 2005 - Bloodsuckers - (TV)
- 2003-2004 - Tru Calling - (TV-Serie) (regular)
- 2003 - Mitt liv som död - (TV-Serie) (aka Dead Like Me) (1 avsnitt)
- 2003 - Final Destination 2
- 2002 - The House Next Door
- 2001 - Out Cold
- 2001 - Wishmaster 3: Beyond the Gates of Hell
- 2001 - Ripper: Letter From Hell - (aka Ripper)
- 1999 - The Virgin Suicides